# (31684) Lindsay
1999 JS22 (asteroide 31684) é um asteroide da cintura principal. Possui uma excentricidade de 0.07827730 e uma inclinação de 3.85103º.
Este asteroide foi descoberto no dia 10 de maio de 1999 por LINEAR em Socorro.